# Cibogo Girang
Cibogo Girang is een bestuurslaag in het regentschap Purwakarta van de provincie West-Java, Indonesië. Cibogo Girang telt 6747 inwoners (volkstelling 2010).